# Jiřina Křížová
Jiřina Křížová (* 21. února 1948 Jirkov, Československo) je bývalá československá pozemní hokejistka, hráčka Slavie Praha. V reprezentaci odehrála 54 zápasů a vstřelila 11 gólů. V roce 1980 byla členkou stříbrného týmu na olympiádě v Moskvě. Po olympiádě ukončila aktivní kariéru.